# Bazylika Narodzenia Maryi Panny (Rajecká Lesná)
Bazylika Narodzenia Maryi Panny (słow. Bazilika Narodenia Panny Márie) – bazylika mniejsza, znajdująca się w słowackiej miejscowości Rajecká Lesná, miejsce pielgrzymkowe.
Kamień węgielny położono w maju 1864 roku. Dwa lata później kościół uroczyście otwarto podczas święta Zesłania Ducha Świętego - przy tej okazji przeniesiono do środka gotycką rzeźbę Miłościwej Maryi Panny (Milostivá socha Panny Márie s Ježiškom lub Frivaldská Panna Mária) z dotychczasowej romańsko-gotyckiej świątyni pod wezwaniem Królowej Aniołów z XIV wieku. Wkrótce potem stary kościół rozebrano, zostawiając jedynie absydę.
Bazylika jest wybudowana w stylu neogotyckim, na planie krzyża. Główne ramię ma 28 metrów, boczne 20 metrów. W głównym ołtarzu znajduje się wysoka na 145 centymetrów rzeźba Miłościwej Maryi Panny - powstała z ręki nieznanego rzeźbiarza około roku 1498. Po bokach stoją figury dwóch aniołów. W kościele są jeszcze dwa neogotyckie ołtarze w bocznych nawach - w prawej św. Józefa, w lewej św. Anny.
W marcu 2002 roku kościół został podniesiony do godności bazyliki mniejszej.
W pobliżu świątyni, na niewielkim wzgórzu, jest też kalwaria z cudownym źródełkiem. Tuż obok samej bazyliki umieszczono, w specjalnie wybudowanym budynku, największą słowacką szopkę z elementami narodowymi - tzw. Słowackie Betlejem (Slovenský betlehem).